# Omersbach (Geiselbach, Fluss)
Der Omersbach ist der größte Zufluss des Geiselbachs im Landkreis Aschaffenburg im bayerischen Spessart.

## Geographie

### Verlauf

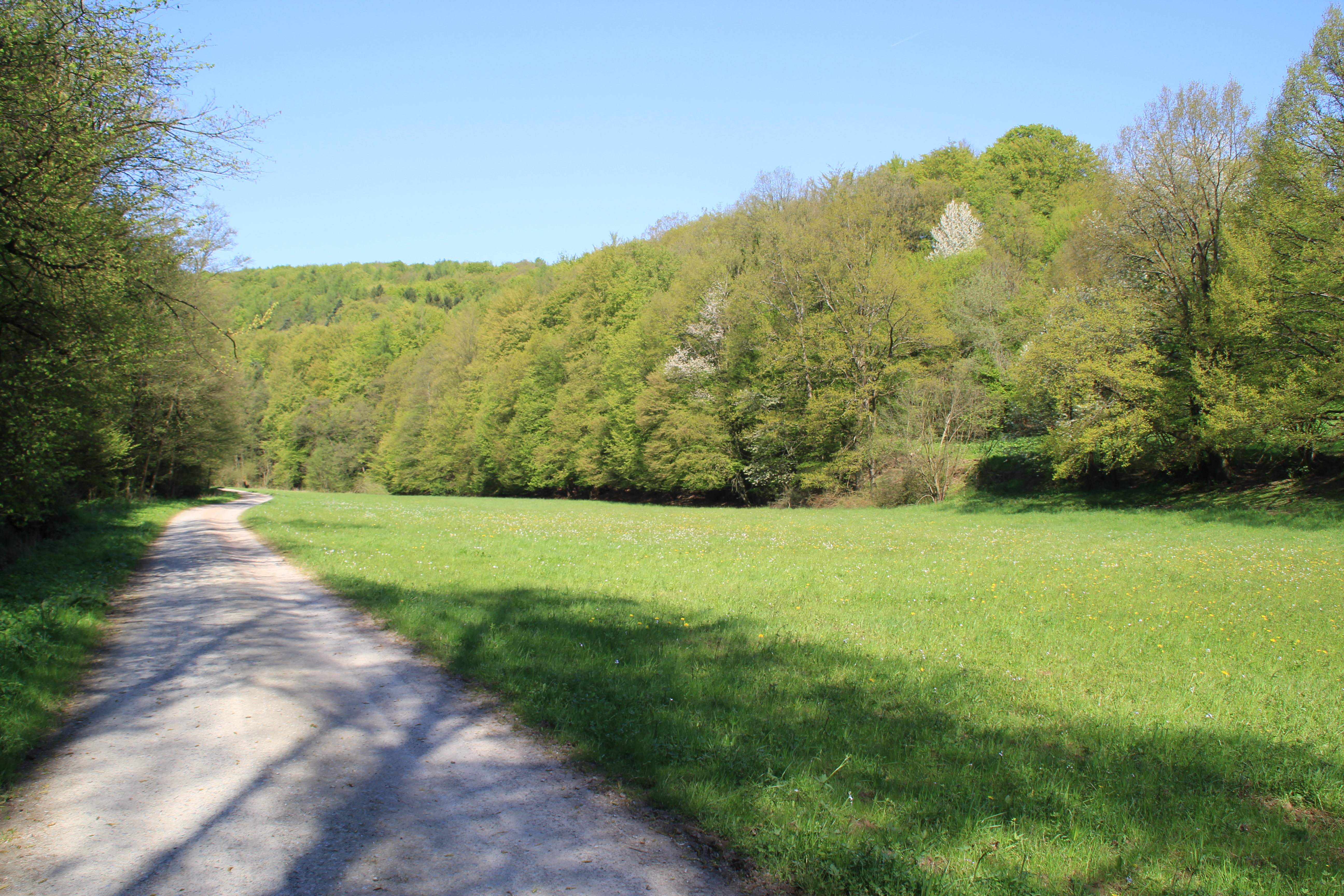
Das obere Omersbachtal

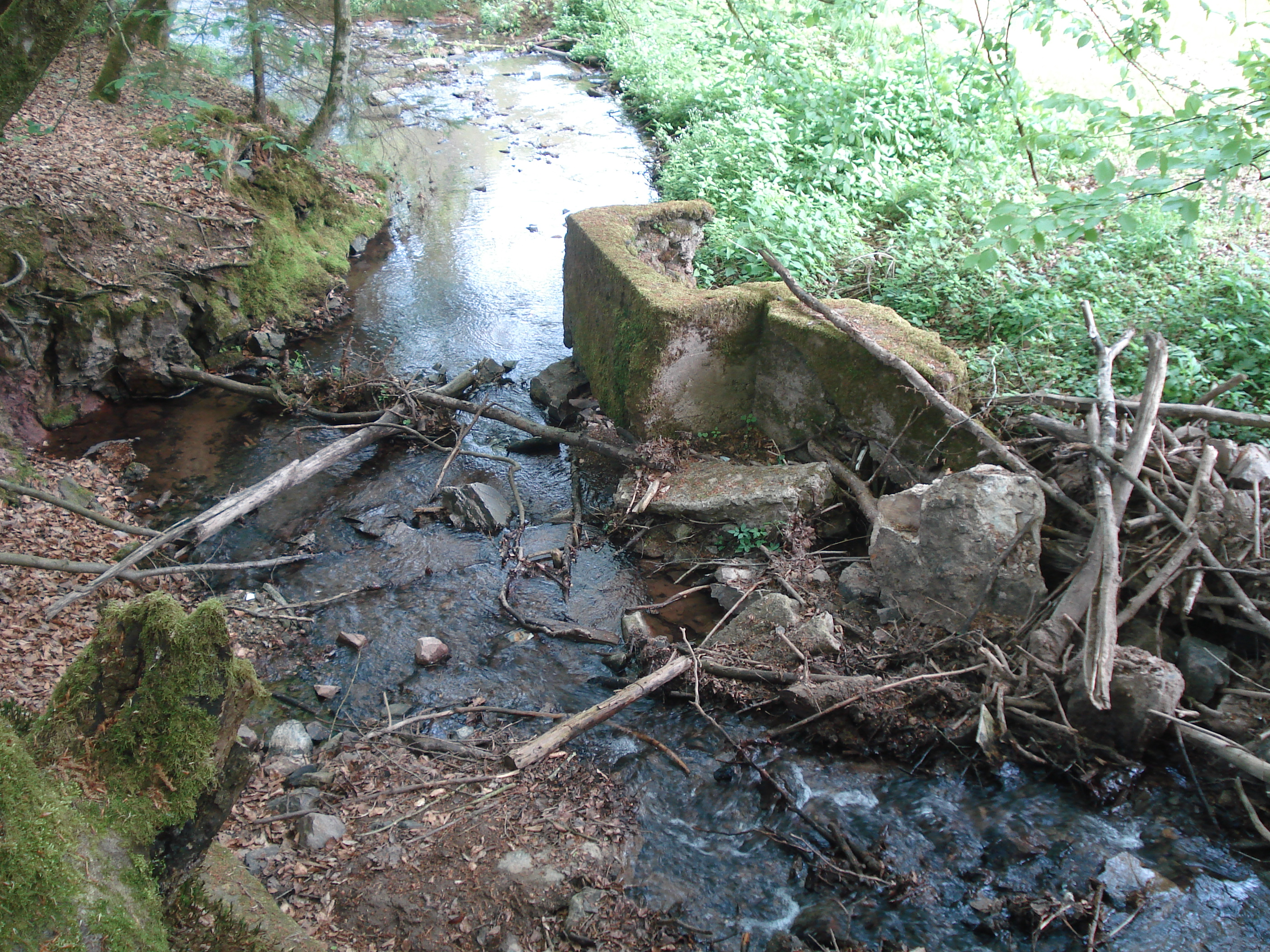
Der Omersbach an Ruinen in der Nähe der Mittleren Teufelsmühle

Der Omersbach entsteht oberhalb des gleichnamigen Ortes Omersbach aus einer kleinen Quelle. Das Bächlein durchfließt den Ort und speist den Dorfweiher. Unterhalb von Omersbach erreicht der Bach ein enges Tal, die Ausläufer des Teufelsgrundes.
Der einzige größere Bach, der in den Omersbach fließt, ist der Falkenbach. Ab hier findet man auf einigen Karten unterschiedliche Aufzeichnungen, in denen der Omersbach in den Falkenbach fließt. Die historischen Unterlagen der Teufelsmühle besagen aber, dass der Omersbach die drei Mühlen speiste. Der Standort der Oberen Teufelsmühle befand sich unterhalb des Zusammenflusses beider Bäche. In besonders trockenen Monaten, in denen der Wasserstand des Omersbaches zu niedrig war, sorgte ein künstlich angelegter Graben dafür, dass das Wasser vom etwa 10 m tiefer fließenden Geiselbach die Mittlere und Untere Mühle betrieb. In der Nähe deren ehemaliger Position fließt er dann schließlich in den Geiselbach.

### Zuflüsse
- Johannesgraben[5] (links)
- Falkenbach (links)

### Flusssystem Kahl
- Liste der Fließgewässer im Flusssystem Kahl

## Geschichte

### Mühlen
- Obere Teufelsmühle
- Mittlere Teufelsmühle
- Untere Teufelsmühle

Siehe hierzu auch die Liste von Mühlen im Kahlgrund.